# Amenhotep III

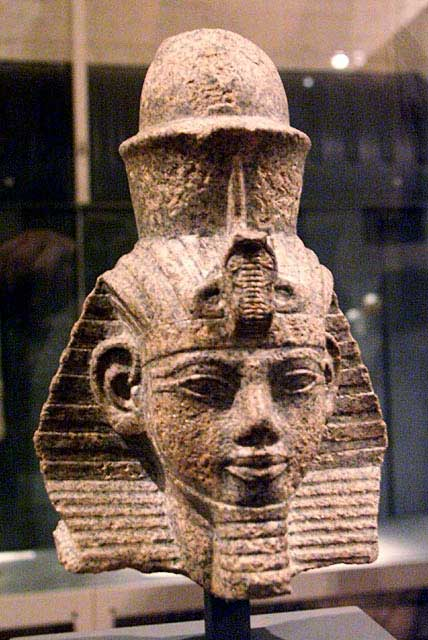
Amenhotep III

Amenhotep III var farao av Egypten i den artonde dynastin under tiden för Nya riket. Han regerade i 39 år från 1388 till 1351 alt. 1350 f.Kr.

## Biografi
Amenhotep III efterträdde sin far Thutmosis IV redan som barn i 10-årsåldern och hans långa regeringstid var en i huvudsak fredlig tid med tillväxt och konstnärlig utveckling. Han var en stor byggherre och byggde bl.a. till Luxortemplet och Memnons stoder i Thebe och andra byggprojekt i Karnak, Memfis, El Kab, Hermonthis och även ett tempel i Soleb i Nubien. Amenhoteps gravtempel i Kom el-Hetan på Nilens västra strand var under sin tid Egyptens största religiösa byggnadsverk, men dessvärre var det beläget för nära flodbädden och blev därmed lagt i ruiner på mindre än 200 år. Med hustrun Tiye fick han dottern "The Younger Lady" och sonen och tronarvingen Amenhotep IV som senare blev känd under namnet Akhenaton.
Amenhotep III uppförde graven KV22 i Konungarnas dal där han begravdes. Under tiden för Smendes (1170–1044 f.Kr.) flyttades hans mumie till KV35.